# Stany Zjednoczone na Zimowych Igrzyskach Olimpijskich 1960
Stany Zjednoczone na Zimowych Igrzyskach Olimpijskich 1960 reprezentowało 79 zawodników: 61 mężczyzn i 18 kobiet. Był to ósmy start reprezentacji Stanów Zjednoczonych na zimowych igrzyskach olimpijskich.

## Zdobyte medale
| Medal  | Zawodnik | Dyscyplina            | Konkurencja             | Rezultat   |
| ------ | --- | --------------------- | ----------------------- | ---------- |
| Złoto  | John McCartan, Larry Palmer, Edwyn Owen, John Kirrane, John Mayasich, Rodney Paavola, Richard Rodenhiser, Paul Johnson, Weldon Olson, Roger Christian, William Christian, Thomas Williams, Eugene Grazia, Richard Meredith, William Cleary, Robert Cleary, Robert McVey | Hokej na lodzie       | turniej mężczyzn        |            |
| Złoto  | David Jenkins | Łyżwiarstwo figurowe  | Soliści                 | 1440,2 pkt |
| Złoto  | Carol Heiss | Łyżwiarstwo figurowe  | Solistki                | 1490,1 pkt |
| Srebro | William Disney | Łyżwiarstwo szybkie   | bieg na 500 m mężczyzn  | 40,3 s     |
| Srebro | Penny Pitou | Narciarstwo alpejskie | bieg zjazdowy kobiet    | 1:38,6 min |
| Srebro | Penny Pitou | Narciarstwo alpejskie | slalom gigant kobiet    | 1:40,0 min |
| Srebro | Betsy Snite | Narciarstwo alpejskie | slalom specjalny kobiet | 1:52,9 min |
| Brąz   | Barbara Roles | Łyżwiarstwo figurowe  | Solistki                | 1414,9 pkt |
| Brąz   | Nancy Ludington, Ronald Ludington | Łyżwiarstwo figurowe  | Pary sportowe           | 76,2 pkt   |
| Brąz   | Jeanne Ashworth | Łyżwiarstwo szybkie   | bieg na 500 m kobiet    | 46,1 s     |

## Skład kadry

### Biathlon
Mężczyźni
| Zawodnik       | Konkurencja   | czas biegu | Kary  | Łączny czas | Pozycja |
| -------------- | ------------- | ---------- | ----- | ----------- | ------- |
| John Burritt   | Bieg na 20 km | 1:36:36,8  | 10:00 | 1:46:36,8   | 14.     |
| Richard Mize   | Bieg na 20 km | 1:33:56,2  | 22:00 | 1:55:56,2   | 21.     |
| Gustav Hanson  | Bieg na 20 km | 1:40:06,2  | 18:00 | 1:58:06,2   | 23.     |
| Lawrence Damon | Bieg na 20 km | 1:33:38,2  | 26:00 | 1:59:38,2   | 24.     |

### Biegi narciarskie
Mężczyźni
| Zawodnik                                              | Konkurencja        | czas               | Pozycja            |
| ----------------------------------------------------- | ------------------ | ------------------ | ------------------ |
| Mack Miller                                           | Bieg na 15 km      | 54:49,0            | 22.                |
| Peter Lahdenpera                                      | Bieg na 15 km      | 59:13,0            | 46.                |
| Olavi Hirvonen                                        | Bieg na 15 km      | 1"00:36,6          | 48.                |
| Charlie Akers                                         | Bieg na 15 km      | 1:02:35,7          | 50.                |
| Mack Miller                                           | Bieg na 30 km      | 2:03:05,4          | 27.                |
| Leo Massa                                             | Bieg na 30 km      | 2:16:47,0          | 42.                |
| Joe Pete Wilson                                       | Bieg na 30 km      | 2:22:1,2           | 43.                |
| Sven Johanson                                         | Bieg na 30 km      | Nie ukończył biegu | Nie ukończył biegu |
| Mack Miller                                           | Bieg na 50 km      | 3:17:23,2          | 17.                |
| Olavi Hirvonen                                        | Bieg na 50 km      | 3:36:37,8          | 26.                |
| Leo Massa                                             | Bieg na 50 km      | 3:41:08,2          | 29.                |
| Theodore Farwell                                      | Bieg na 50 km      | 3:49:56,6          | 31.                |
| Mack Miller Karl Bohlin John Dendahl Peter Lahdenpera | Sztafeta 4 × 10 km | 2:38:01,8          | 11.                |

### Hokej na lodzie
Reprezentacja mężczyzn
| - John McCartan - Larry Palmer - Edwyn Owen - John Kirrane - John Mayasich - Rodney Paavola - Richard Rodenhiser - Paul Johnson - Weldon Olson |  | - Roger Christian - William Christian - Thomas Williams - Eugene Grazia - Richard Meredith - William Cleary - Robert Cleary - Robert McVey |

#### Runda eliminacyjna
Grupa B
| Drużyna           | M | Mecze | Mecze | Mecze | Bramki | Bramki | Bramki | Pkt |
| Drużyna           | M | W     | R     | P     | +      | –      | +/-    | Pkt |
| ----------------- | - | ----- | ----- | ----- | ------ | ------ | ------ | --- |
| Stany Zjednoczone | 2 | 2     | 0     | 0     | 19     | 6      | +13    | 4   |
| Czechosłowacja    | 2 | 1     | 0     | 1     | 23     | 8      | +15    | 2   |
| Australia         | 2 | 0     | 0     | 2     | 2      | 30     | -23    | 0   |

Wyniki
| 19 lutego 1960 | Stany Zjednoczone | 7:5 | Czechosłowacja |  |

|  | J.Mayasich 5:50 J.Mayasich 16:56 T.Williams 28:54 P.Johnson 41:58 W.Cleary 43:54 J.Mayasich 44:29 T.Williams 47:12 | (2:1, 1:3, 4:1) | J.Černý 7:04 V.Bubník 223:37 M.Vlach 29:57 V.Pantůček 33:37 J.Golonka 58:52 | Sędzia główny: Hugh McLean Sędziowie liniowi: Bill McKenzie |

| 21 lutego 1960 | Stany Zjednoczone | 12:1 | Australia |  |

|  | W.Olson 1:09 R.Rodenhiser 5:13 T.Williams 9:37 R.Cleary 14:07 R.Meredith 16:31 J.Mayasich 17:36 J.Mayasich 22:39 J.Kirrane 29:39 R.Christian 31:23 R.Meredith 42:21 P.Johanson 44:10 E.Owen 47:40 | (6:0, 3:0, 3:1) | R.Jones | Sędzia główny: Bill McKinzie Sędziowie liniowi: Hugh McLean |

### Tabela końcowa

#### Grupa finałowa
| Drużyna           | M | Mecze | Mecze | Mecze | Bramki | Bramki | Bramki | Pkt | Uwagi |
| Drużyna           | M | W     | R     | P     | +      | –      | +/-    | Pkt | Uwagi |
| ----------------- | - | ----- | ----- | ----- | ------ | ------ | ------ | --- | ----- |
| Stany Zjednoczone | 5 | 5     | 0     | 0     | 29     | 11     | +19    | 10  |       |
| Kanada            | 5 | 4     | 0     | 1     | 31     | 12     | +17    | 8   |       |
| ZSRR              | 5 | 2     | 1     | 2     | 24     | 19     | +5     | 5   |       |
| Czechosłowacja    | 5 | 2     | 0     | 3     | 21     | 23     | -2     | 4   |       |
| Szwecja           | 5 | 1     | 1     | 3     | 19     | 19     | 0      | 3   |       |
| Niemcy            | 5 | 0     | 0     | 5     | 5      | 45     | -40    | 0   |       |

Wyniki
| 22 lutego 1960 | Stany Zjednoczone | 6:3 | Szwecja |  |

| Godzina: 15:30 | R.Christian 3:26 R.McVey 10:19 R.Cleary 15:52 P.Johnson 17:21 R.Christian 27:41 R.Christian 53:30 | (4:0, 1:2, 1:1) | R.Pettersson 20:14 N.Nilsson 22:32 A. Andersson 43:49 | Sędzia główny: Richard Wagner Sędziowie liniowi: Kurt Hauser |

| 24 lutego 1960 | Stany Zjednoczone | 9:1 | Niemcy |  |

| Godzina: 13:00 | W.Cleary 12:37 W.Cleary 13:29 T.Williams 20:55 W.Cleary 22:57 W.Cleary 29:52 P.Johnson 45:09 J.Mayasich 46:02 W.Cleary 57:58 J.Mayasich 58:49 | (2:0, 3:1, 4:0) | K.Sepp 25:42 | Sędzia główny: Bill McClean Sędziowie liniowi: Bill McKanzie |

| 25 lutego 1960 | Stany Zjednoczone | 2:1 | Kanada |  |

| Godzina: 15:30 | R.Cleary 12:47 P.Johnson 34:00 | (1:0, 1:0, 0:1) | J.Connelly | Sędzia główny: Kurt Hauser Sędziowie liniowi: Richard Wagner |

| 27 lutego 1960 | Stany Zjednoczone | 3:2 | ZSRR |  |

| Godzina: 13:30 | W.Cleary 4:04 W.Christian 31:01 W.Christian 54:59 | (1:2, 1:0, 1:0) | W.Aleksandrow 5:03 M.Byczkow 9:37 | Sędzia główny: Kurt Hauser Sędziowie liniowi: Richard Wagner |

| 28 lutego 1960 | Stany Zjednoczone | 9:4 | Czechosłowacja |  |

| Godzina: 20:00 | W.olson 4:19 R.McVey 9:32 R.Christian 13:33 R.Christian 45:59 R.Cleary 47:40 R.Cleary 51:36 R.Christian 52:05 R.Cleary 52:43 R.Christian 57:56 | (3:3, 0:1, 6:0) | M.Vlach 0:08 V.Bubník 11:20 F.Vaněk 14:40 M.Vlach 26:58 | Sędzia główny: Hugh McLean Sędziowie liniowi: Bill McKinzie |

### Kombinacja norweska
Mężczyźni
| Zawodnik          | Konkurencja   | Bieg narciarski | Bieg narciarski | Bieg narciarski | Skoki narciarskie | Skoki narciarskie | Skoki narciarskie | Skoki narciarskie | Skoki narciarskie | Skoki narciarskie | Skoki narciarskie | Skoki narciarskie | Łącznie | Pozycja |
| Zawodnik          | Konkurencja   | Czas biegu      | Pozycja         | Punkty          | Skok 1            | Nota              | Skok 2            | Nota              | Skok 3            | Nota              | Punkty            | Pozycja           | Łącznie | Pozycja |
| ----------------- | ------------- | --------------- | --------------- | --------------- | ----------------- | ----------------- | ----------------- | ----------------- | ----------------- | ----------------- | ----------------- | ----------------- | ------- | ------- |
| Alfred Vincelette | Indywidualnie | 1:07:35,4       | 26.             | 204,774         | 58,0              | 99,0              | 56,5              | 91,5              | 55,5              | 89,5              | 190,5             | 28.               | 395,274 | 26.     |
| Theodore Farwell  | Indywidualnie | 1:05:09,4       | 21.             | 214,194         | 445,0             | 76,5              | 55,5              | 86,5              | 55,0              | 86,0              | 172,5             | 30.               | 386,694 | 27.     |
| John Cress        | Indywidualnie | 1:12:59,7       | 31.             | 183,806         | 53,5              | 90,0              | 58,0              | 92,0              | 62,0              | 99,5              | 191,5             | 27.               | 375,306 | 29.     |
| Craig Lussi       | Indywidualnie | 1:07:55,7       | 28.             | 203,419         | 52,5              | 83,5              | 48,0              | 75,0              | 51,5              | 75,0              | 158,5             | 31.               | 361,919 | 30.     |

### Łyżwiarstwo figurowe
| Zawodnik                         | Konkurencja   | Nota   | Pozycja |
| -------------------------------- | ------------- | ------ | ------- |
| Carol Heiss                      | Solistki      | 1490,1 | złoto   |
| Barbara Roles                    | Solistki      | 1414,9 | brąz    |
| Laurence Owen                    | Solistki      | 1343,0 | 6.      |
| David Jenkins                    | Soliści       | 1440,2 | złoto   |
| Timothy Brown                    | Soliści       | 1374,1 | 5.      |
| Robert Brewer                    | Soliści       | 1320,3 | 7.      |
| Nancy Ludington Ronald Ludington | Pary sportowe | 76,2   | brąz    |
| Maribel Owen Dud Richards        | Pary sportowe | 67,5   | 10.     |
| Ila Ray Hadley Ray Hadley        | Pary sportowe | 65,0   | 11.     |

### Łyżwiarstwo szybkie
Mężczyźni
| William Disney  | 40,3               | srebro             |        |     |        |     |         |     |  |  |
| Terry McDermott | 40,9               | 7.                 |        |     |        |     |         |     |  |  |
| Eddie Rudolph   | 41,2               | 10.                | 2:23,1 | 35. |        |     |         |     |  |  |
| William Carow   | Nie ukończył biegu | Nie ukończył biegu |        |     |        |     |         |     |  |  |
| Richard Hunt    |                    |                    | 2:17,7 | 17. | 8:21,3 | 17. |         |     |  |  |
| Floyd Bedbury   |                    |                    | 2:18,9 | 22. | 8:39,6 | 30. |         |     |  |  |
| Keith Meyer     |                    |                    | 2:21,7 | 29. |        |     |         |     |  |  |
| Arnold Uhrlass  |                    |                    |        |     | 8:18,0 | 14. | 16:49,3 | 15. |  |  |
| Ross Zucco      |                    |                    |        |     |        |     | 16:37,6 | 10. |  |  |

Kobiety
| Zawodnik            | Konkurencja   | Konkurencja   | Konkurencja    | Konkurencja    | Konkurencja    | Konkurencja    | Konkurencja    | Konkurencja    |
| Zawodnik            | Bieg na 500 m | Bieg na 500 m | Bieg na 1000 m | Bieg na 1000 m | Bieg na 1500 m | Bieg na 1500 m | Bieg na 3000 m | Bieg na 3000 m |
| Zawodnik            | Czas          | Miejsce       | Czas           | Miejsce        | Czas           | Miejsce        | Czas           | Miejsce        |
| ------------------- | ------------- | ------------- | -------------- | -------------- | -------------- | -------------- | -------------- | -------------- |
| Jeanne Ashworth     | 46,1          | brąz          | 1:36,5         | 8.             | 2:33,7         | 11.            | 5:28,5         | 8.             |
| Kathy Mulholland    | 47,9          | 10.           |                |                |                |                |                |                |
| Jeanne Omelenchuk   | 49,3          | 16.           | 1:39,8         | 15.            | 2:36,4         | 15.            |                |                |
| Barbara Lockhart    |               |               |                |                | 2:37,0         | 18.            |                |                |
| Cornelia Harrington |               |               |                |                |                |                | 5:57,5         | 18.            |
| Beverly Buhr        |               |               |                |                |                |                | 6:03,1         | 19.            |

### Narciarstwo alpejskie
Mężczyźni
| Zawodnik        | Konkurencja | Konkurencja | Konkurencja   | Konkurencja   | Konkurencja              | Konkurencja              | Konkurencja              | Konkurencja              |
| Zawodnik        | Zjazd       | Zjazd       | Slalom gigant | Slalom gigant | Slalom specjalny         | Slalom specjalny         | Slalom specjalny         | Slalom specjalny         |
| Zawodnik        | Czas        | Pozycja     | Czas          | Pozycje       | Czas 1-go przejazdu      | Czas 2-go przejazdu      | Czas łączny              | Pozycja                  |
| --------------- | ----------- | ----------- | ------------- | ------------- | ------------------------ | ------------------------ | ------------------------ | ------------------------ |
| David Gorsuch   | 2:11,0      | 14.         | 1:52,3        | 14.           |                          |                          |                          |                          |
| Gordon Eaton    | 2:14,0      | 17.         |               |               |                          |                          |                          |                          |
| Max Marolt      | 2:14,2      | 18.         | 1:54,9        | 21.           |                          |                          |                          |                          |
| Marvin Melville | 2:15,9      | 22.         |               |               |                          |                          |                          |                          |
| Thomas Corcoran |             |             | 1:49,7        | 4.            | 1:12,5                   | 1:02,2                   | 2:14,7                   | 9.                       |
| James Barrier   |             |             | 1:52,7        | 16.           | Nie ukończył konkurencji | Nie ukończył konkurencji | Nie ukończył konkurencji | Nie ukończył konkurencji |
| Frank Brown     |             |             |               |               | 1:58,2                   | 1:03,1                   | 3:01,3                   | 37.                      |
| Charles Ferries |             |             |               |               | 1:16,1                   | Dyskwalifikacja          | Nie ukończył konkurencji | Nie ukończył konkurencji |

Kobiety
| Zawodniczka      | Konkurencja     | Konkurencja     | Konkurencja     | Konkurencja     | Konkurencja         | Konkurencja         | Konkurencja      | Konkurencja      |
| Zawodniczka      | Zjazd           | Zjazd           | Slalom gigant   | Slalom gigant   | Slalom specjalny    | Slalom specjalny    | Slalom specjalny | Slalom specjalny |
| Zawodniczka      | Czas            | Pozycja         | Czas            | Pozycja         | Czas 1-go przejazdu | Czas 2-go przejazdu | Czas łączny      | Pozycja          |
| ---------------- | --------------- | --------------- | --------------- | --------------- | ------------------- | ------------------- | ---------------- | ---------------- |
| Penny Pitou      | 1:38,6          | srebro          | 1:40,0          | srebro          | 58,5                | 1:21,3              | 2:19,8           | 33.              |
| Joan Hannah      | 1:47,9          | 21.             |                 |                 |                     |                     |                  |                  |
| Linda Meyers     | 1:53,4          | 33.             | Dyskwalifikacja | Dyskwalifikacja |                     |                     |                  |                  |
| Betsy Snite      | DYskwalifikacja | DYskwalifikacja | 1:40,4          | 4.              | 55,5                | 57,4                | 1:52,9           | srebro           |
| Beverly Anderson |                 |                 | 1:57,4          | 36.             | 1:00,0              | 1:13,1              | 2:13,1           | 26.              |
| Renie Cox        |                 |                 |                 |                 | 59,8                | 59,4                | 1:59,2           | 9.               |

### Skoki narciarskie
Mężczyźni
| Skoczek            | Skok 1    | Skok 1 | Skok 2    | Skok 2       | Nota   | Pozycja |
| Skoczek            | odległość | Nota   | odległość | Nota         | Nota   | Pozycja |
| ------------------ | --------- | ------ | --------- | ------------ | ------ | ------- |
| Ansten Samuelstuen | 90,0      | 107,8  | 79,0      | 103,7        | 211,5  | 7.      |
| Jon St. Andre      | 81,5      | 92,5   | 78,5      | 99,8         | 1:92,3 | 28.     |
| Robert Wedin       | 79,0      | 93,5   | 72,0      | 93,6         | 187,1  | 32.     |
| Eugene Kotlarek    | 84,0      | 96,5   | 77,0      | 68,6(upadek) | 165,1  | 42.     |